# Microregiunea Tét
Microregiunea Tét (în maghiară Téti kistérség) a fost o microregiune statistică (kistérség) din județul Győr-Moson-Sopron, Ungaria.
Cu o populație de 18.571 locuitori și o suprafață de 375,57 km2, aceasta a existat până în 2014, când în Ungaria, microregiunile ”kistérségek” au fost înlocuite de districte (járások).